# Пантелимон
 Тази статия е за града в Румъния.  За езерото вижте Пантелимон (езеро).  
Пантелимон (на румънски: Pantelimon) е град в окръг Илфов, южна Румъния.
Разположен е на 55 метра надморска височина в Долнодунавската равнина, на северния бряг на езерото Пантелимон и на 8 километра източно от центъра на Букурещ. Селището възниква в началото на XVIII век, а малко по-късно на остров в езерото е основан манастир, посветен на свети Пантелеймон. В края на 80-те години манастирът е превърнат в хотелски комплекс.